# David Archuleta
David James Archuleta (født 28. december 1990) er en amerikansk popsanger. Da han var ti år gammel vandt han børnenes opdeling af Utah Talent Competition, der fører til andre tv optrædener. I 2007, seksten år gammel, blev David en af de yngste deltagere på den syvende sæson af American Idol.

## Diskografi
- David Archuleta (2008)
- Christmas from the Heart (2009)
- The Other Side of Down (2010)
- Forevermore (2012)
- Begin (2012)
- No Matter How Far (2013)